# Witzel-Fistel
Die Witzel-Fistel (auch Witzelfistel) oder Witzelsche Fistel ist ein als Magenfistel angelegter künstlicher Ernährungskanal.
Diese mit einer Magensonde versehbare Kanalbildung wurde nach ihrem Erfinder, dem damals in Bonn tätigen Chirurgen Oskar Witzel (1856–1925) benannt. Sie dient zur Ernährung bei inoperablen Verengungen des oberen Verdauungstraktes, z. B. durch  Speiseröhrenkarzinome oder Magenkarzinome, die unter operativer Darstellung des Magens eingelegt wird. Sie wurde bis in die 1980er-Jahre häufig eingesetzt, inzwischen wird aber die PEG (Perkutane endoskopische Gastrostomie) bevorzugt. Die operative Anlage einer Witzel-Fistel wird noch bei endoskopisch nicht passierbarer Speiseröhre eingesetzt. Auch bei anderen Erkrankungen der onkologischen Chirurgie werden noch Verbindungen vom Gastrointestinaltrakt nach außen in der Art einer Witzel-Fistel verwandt, zum Beispiel Gallengangsausleitung bei Hepatektomie.
Sie ist eine operative äußere Magen- oder Darmfistel (v. a. als Ernährungsfistel, z. B. als palliativer Eingriff bei Magenkarzinomen) mit Bildung eines Schrägkanals aus ausgezogenen Wandfalten des betreffenden Organs. Sie wird mittels eines Katheters beschickt (Kathetergastrostomie bzw. -enterostomie).